# Тодрос Геллер
Тодрос Геллер (1 липня 1889 року 23 лютого 1949 року) — єврейський американський художник, вчитель, майстер друку.

## Біографія
Тодрос Геллер народився у Вінниці, Російська імперія (нині Україна) у 1889 році. Він вивчав мистецтво в Одесі та продовжив навчання після переїзду в Монреаль. У 1906 році імігрував до Канади. Тодрос Геллер в 1918 році одружився і переїхав до Чикаго. Там він навчався в Школі мистецького інституту до 1923 року.

## Кар'єра
Геллер був майстром різьби по дереву та виготовленню офортів. Його творчість зосереджувалася на єврейській традиції. Він розглядав мистецтво як інструмент соціальної реформи і частину своєї кар'єри провів, навчаючи інших мистецтву. Його твори були замовлені для вітражів громадських центрів таілюстрування ідишських та англійських книг. Його вважали лідером у галузі синагоги та релігійного мистецтва. Геллер сконструював вітражі для синагог в Омасі, Форт-Уорті, Дейтоні, Стемфорді та Чикаго-Хайтс . За свою кар'єру він проілюстрував понад 40 книг.

### Навчання мистецтву
Окрім проведення занять у своїй майстерні, Геллер був керівником мистецтва у Єврейському народному інституті (JPI), керівником мистецтва Колегії єврейської освіти та директором мистецтва Коледжу єврейських Досліджень (Інститут навчання євреїв та лідерства в Спертусі). Багато видатних художників Чикаго вивчали малювання та живопис за Геллером. Геллер був джерелом натхнення для Аарона Бограда, Мітчелла Сіпоріна та інших.

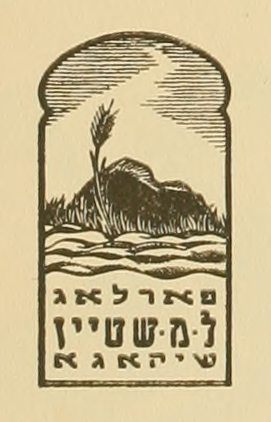
Логотип Л. М. Штейна Фарлага (1937)

### Л.Ф.Штейн Фарлаг
У 1926 році Геллер започаткував робочі стосунки з чиказьким видавцем та культурним діячем Л. М. Штейном (псевдонім Іцшака Лейба Фрадкіна). Штейн та Геллер сповідували подібну ідеологію, обидва вважалися радикальними прогресистами, були частиною чиказької єврейської спільноти, яка працювала на пропаганді мови ідиш, і вони обидва підтримували Радянський Союз за його відданість ідишській мові та єврейському поселенню в Біробіджані. Преса про ідиш Штейна опублікувала щонайменше вісім монографій, проілюстрованих Геллером, та чотири художні альбоми, присвячені його творчості.
У 1923 р. Спостерігач Інституту єврейського університету в Чикаго (провісник сьогоднішнього єврейського громадського центру) включив Геллера як одного з «багатьох відомих художників», що їх роботи були занесені до каталогу художніх експонатів.
Геллер був одним із членів-засновників клубу «Навколо палітри» в Чикаго 1926 року, клубу, де художники ділилися своїми особистими поглядами на мистецтво та його роль у суспільстві. Клуб у 1940 році став «Клубом американського єврейського мистецтва». А на початку 1990-х — «Американським клубом єврейських художників».
У 1929 році Геллер відвідав Палестину, що надихнуло його малювати біблійні теми, такі як картина Єрусалим Старий, яка була включена до каталогу тридцять третьої щорічної виставки Художнього інституту Чикаго. Він у 1930 році створив різьбу по дереву під назвою Сім палестинських мотивів, вирізаних на дереві.

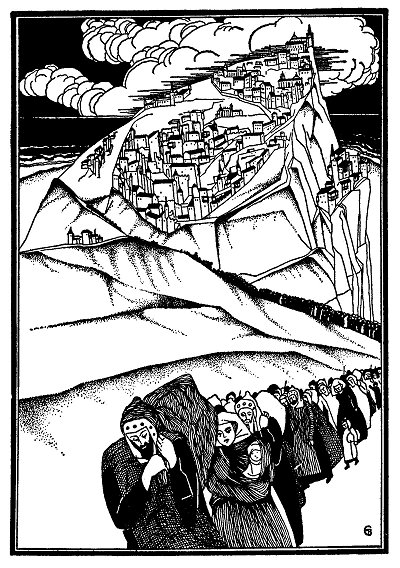
Ілюстрація до дитячої книги Роуз Лурі «Великий марш: Пост біблійних єврейських оповідань» (1931) з оповідання " Куди — тепер? " Про вигнання євреїв з Іспанії

У 1931 р. Геллер подав ілюстрації до книги Роуз Лурі, «Великий марш: повідомлення після біблійних єврейських оповідань», підбірки єврейських оповідань для дітей, що охоплювали період від руйнування Першого храму до вигнання з Іспанії . Книга була видана Союзом американських єврейських конгрегацій і прагнула виховувати «любов до єврейських героїв, до єврейського народу та до єврейського ідеалізму». Джон Друрі у своєму огляді «Кафе Рояль» включив «Тодроса Геллера, художника з деревного блоку» як одного з «місцевих Єврейських знаменитостей у мистецтві», які там вечеряли.
У 1932 році Геллер брав участь у мистецькому ярмарку, організованому Аделін Лобделл Атуотер, першому мистецькому ярмарку під відкритим небом у Чикаго.
За словами Сари Штайн, професора історії та кафедри Моріса Амадо UCLA, недорогі репродукції мистецтва Геллера були популярними серед євреїв Чикаго в 30-х роках, зокрема картина традиційно одягненого єврейського чоловіка, що стоїть перед метрополітеном.
Геллер розглядав мистецтво як інструмент соціальної реформи. У 1936 році він підписав заклик до проведення першого конгресу американських художників «Проти війни та фашизму». Влітку 1936 р. Чиказьке товариство художників опублікувало свій перший щорічний календар друкованої книги під назвою «Календар художників — 1937», в якому були представлені роботи по дереву тридцяти чиказьких художників, включаючи Геллера. Проект календаря мав на меті зібрати кошти на діяльність художників Чикаго.
Тодрос Геррер був найвидатнішим із 14 художників-графіків, які брали участь у «Подарунку Біро-Біджану» у 1937 році в рамках проєкту зі збору коштів для Чиказького ІКОР) для підтримки єврейської автономної області . Ксилографія показує кілька сцен, коли хлопчик росте і подорожує зі Східної Європи до Чикаго: мама хлопчика та коза, що оточує його колиску, хлопчик навчається, дорослий чоловік ходить з мішком на спині, проходячи відкритим ринком, чоловік, що працює як кравець, щоб заробити гроші на імміграцію в Новий Світ.

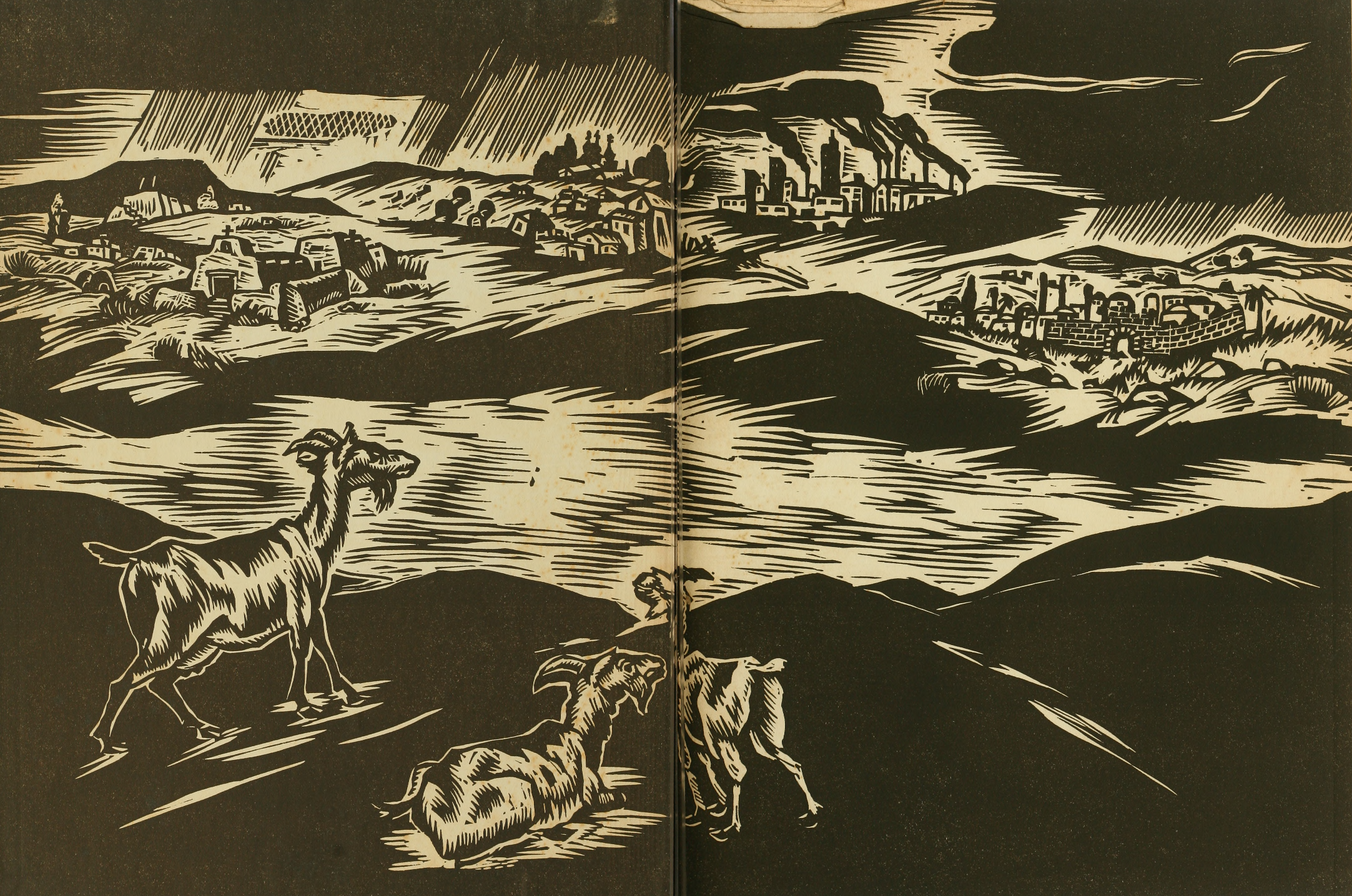
Від землі до землі (1937) шпалери

У 1937 р. Штейн опублікував близько шістдесяти робіт по дереву Геллера під назвою «Із землі в землю», створений у рамках Федерального арт-проекту (ФАП), візуального мистецтва Великої депресії - федеральної федерації адміністрації прогресу New Deal Works (WPA) . На обкладинці була коза на березі озера Мічиган з горизонтом Чикаго на задньому плані.
У травні 1938 р. для відвідувачів відкрився музей племен в Павхуську, штат Оклахома. Це був перший музей, який був побудований за підтримки програми, що фінансується WPA, для збереження культури корінних американців. Mathews отримав другий грант від Федерального мистецького проекту фінансувати художній проєкт, замовлений для відкриття музею, в якому були представлені портрети старців, які позують в різних костюмах. Геллер проводив час на Південному Заході, вивчав та малював індіанських індіанців, керував арт-проєктом. Він написав близько дванадцяти портретів. Геллер намалював «Аккордеоніста» у 1938 р. у рамках Федерального арт-проекту WPA — картини маслом у колекції Музею мистецтв MacNider у місті Мейсон-Сіті, штат Айова.
Геллер запропонував ілюстрації до деяких памфлетів, написаних та складених в рамках проєкту письменників Небраски між 1937 та 1940 роками.   Брошури були підготовлені у рамках «Фольклорного проєкту». Проект Федеральних письменників WPA (FWP) підтримував зусилля для документування історії життя людей з різних країн та географічних регіонів.
WPA підтримав Центр мистецтв, відкритий у 1940 році, надаючи безкоштовні уроки мистецтва для громади. Геллер був членом міжрасових викладачів мистецтв, до складу яких входили місцеві чорні художники, такі як Чарльз Девіс, Чарльз Уайт, Бернар Госс, Вільям Картер та місцеві білі художники, такі як Морріс Топчевський, Сі Гордон та Макс Кан.
Геллер став першим президентом Американського єврейського мистецького клубу після його утворення в Чикаго в 1940 році.

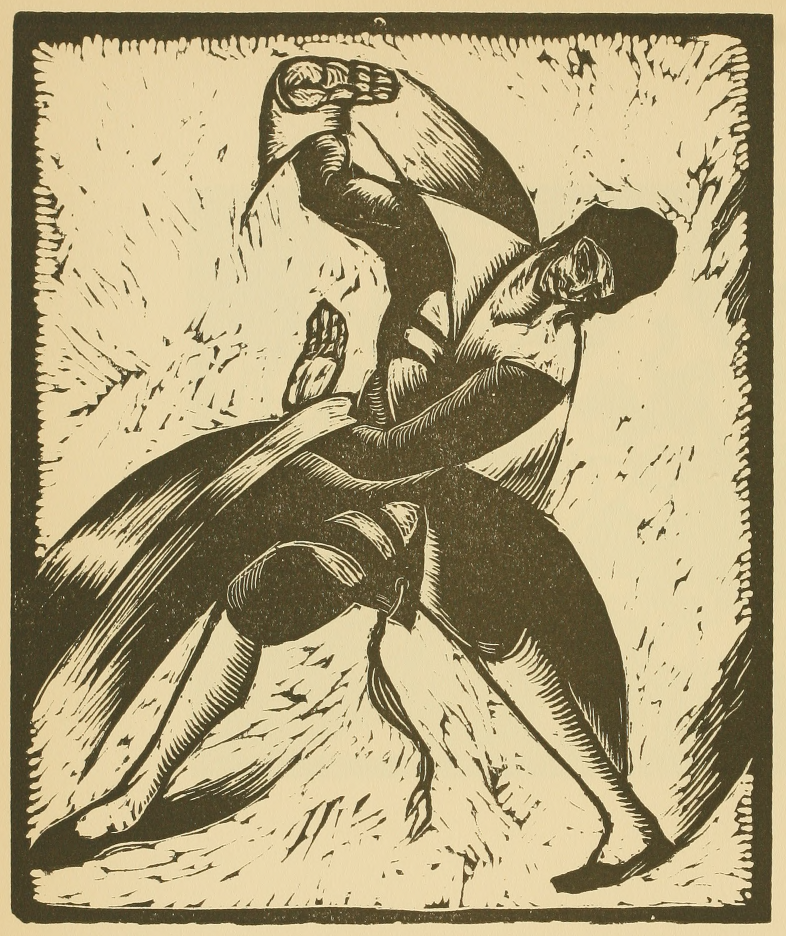
Хассідик (1927)

У 1942 році Геллер надав малюнки на дереві для книги єврейського майстра танцю Натана Візонського «Десять єврейських народних танців: Посібник для вчителів та лідерів», виданої Американсько-івритською театральною лігою в Чикаго. Книга містить пояснення мети різних танців, включає фольклорну інформацію, покрокові описи танців, детальні примітки до костюмів, які слід використовувати та музичні партитури, упорядковані Максом Яновським.

## Нагороди
Геллер отримав 3 нагороди під час персональної виставки бібліотеки Конгресу .

## Смерть та спадщина
Геллер помер 23 лютого 1949 року у віці 59 років. Його пережили дружина Ольга Геллер, його дочка Естер Сільверман та його сестра. Будівля єврейської освіти в Чикаго влаштувала пам'ятну виставку для нього незабаром після смерті.
В Інституті єврейського навчання та лідерства в Чикаго є колекція робіт, що підтверджують кар'єру Геллера. Архів включає фотографії, ескізи, оригінальні твори мистецтва, вітражі, різноманітні рукописні матеріали, включаючи підручники статей, документи, що стосуються Конгресу американських художників 1937—1938 рр., листування з мистецькими організаціями та художниками, такими як Реймонд Кац, Беатріче Леві, Арчібальд Пейтлі, Робінсон та Карл Зігроссер. Документи висвітлюють його зусилля щодо створення єврейського музею в Чикаго в 1928 році, участь у Федеральному проєкті мистецтв WPA, участь у Artity Equity та Американській федерації мистецтв, його робота з викладання мистецтва єврейській громаді та його зусилля щодо поліпшення умов праці єврейських художників.
Інститут «Спертус» також містить ряд олійних картин Геллера, включаючи « Пейзаж з малюнком» (1924), « портрет людини» (1929), Перехрестя (приблизно, 1930), Ваза з квітів (1931), Мексиканське село (1935), Портрет художника, Портрет Бен Шалома, Єрусалимський двір, Міцці, Церковний пейзаж, Портрет жінки і дві картини, Сцена орендаря (без дат) і Парк-сцена (1946). Колекція Spertus також включає в себе ряд відбитків деревини Геллера.
У березні 2011 року Сьюзен Вайнінгер, професор Емеріта історії мистецтв університету Рузвельта, прочитала лекцію під назвою «Декан єврейських художників Чикаго: Тодрос Геллер та Чиказький контекст» у синагозі North Shore Beth El, Highland Park, штат Іллінойс, спільно з експонатами творів по дереву Геллера.

## Книги, проілюстровані Геллером

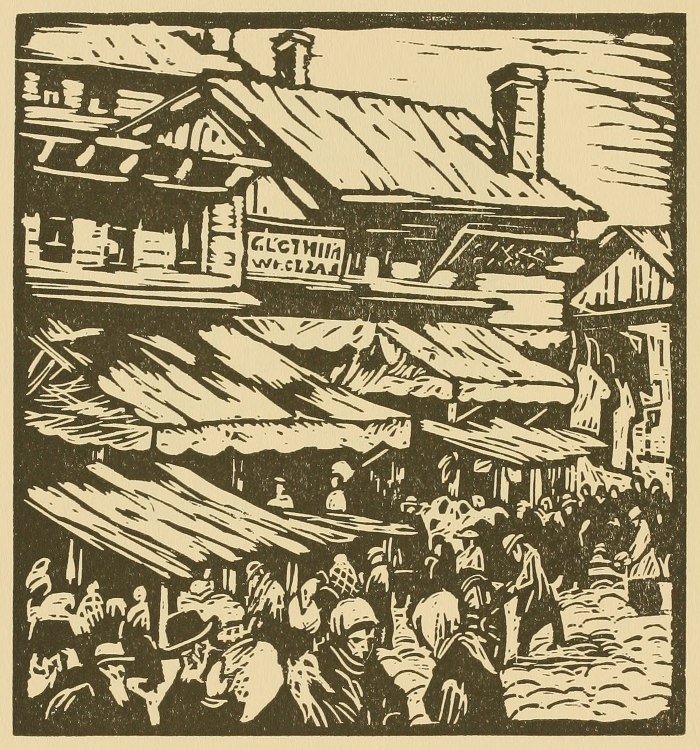
Чиказька вулиця Максвелла використана як ілюстрація в гетто Луї Вірта

- Heller, Selig (1926). Alte Vegn (Yiddish) . L. M. Shteyn.
- Hershfield, Bessie (Pomerantz-Honigbaum, Pessie) (1926). Kareln (Beads) (Yiddish) . Jewish Women's Art Club. L. M. Shteyn.
- Mattes, Lunuansky Lune (1926). Momentn (Yiddish) . Byalistakker yugnt farband.

- Lurie, Rose G.; Geller, Todros (1931). The Great March: Post Biblical Jewish Stories. Union of American Hebrew Congregations.
- Korman, Ezra (1932). Shekiah: Lider fun Elter un Toyt. L.M. Stein Farlag.
- Geller, Todros (1937). Fun Land tsu Land (From Land to Land) (Yiddish) . L. M. Shteyn/Labor World Press.
- Vizonsky, Nathan (1942). Ten Jewish Folk Dances: A Manual for Teachers and Leaders. American-Hebrew Theatrical League.
- Rosenblatt, Henry (1944). Mayn Likhtike Nesiah (My Lonesome Journey) (Yiddish) . L. M. Shteyn.
- Rosenzweig, Efraim Michael; Geller, Todros (1946). Had Gadya. Lino pictures by Todros Geller (Yiddish) . L. M. Stein.